# Bitwa pod Visé
Bitwa pod Visé – bitwa stoczona 22 marca 1106 pod Visé pomiędzy oddziałami króla Henryka V, a oddziałami lotaryńskimi stronników jego ojca (cesarza Henryka IV) – księcia Henryka z Lotaryngii i hrabiego z Namur.

## Sytuacja przed bitwą
W piątek 22 grudnia 1105 roku cesarz Henryk IV został w Bingen pojmany, przewieziony do zamku Böckelheim, i zmuszony do abdykacji przez swojego syna, Henryka V. Po tym upokarzającym wydarzeniu jako siedzibę wyznaczono mu zamek w Ingelheim, ale z końcem stycznia Henryk IV udał się statkiem do Kolonii, do swoich stronników. Pomimo formalnej abdykacji i przekazania insygniów władzy, Henryk IV cieszył się jeszcze znacznym poparciem wśród poddanych. Z Kolonii skierował się do Akwizgranu, a potem do Leodium. Pomoc zaoferowali: książę Henryk lotaryński, hrabia Gotfryd z Namur i biskup Otbert z Leodium. W marcu 1106 cesarz wyruszył do Flandrii. Henryk V w odpowiedzi zwołał do Leodium sejm Rzeszy i zaatakował Kolonię, która poddała się bez walki. Następnie ruszył na Leodium.

## Bitwa pod Visé
Stronnicy cesarza Henryka IV zablokowali w okolicach Leodium mosty przez Mozelę. Henryk V zmuszony był skorzystać z nieobsadzonego mostu w miejscowości Visé. W Wielki Czwartek (22 marca 1106 roku), mając ze sobą tylko trzystu ciężkozbrojnych rycerzy, zaatakował z marszu i zdobył Visé razem z przeprawą. Na jego spotkanie z Leodium wyruszyli mieszkańcy miasta oraz hrabia z Namur i książę Henryk z Lotaryngii. Po związaniu walką Henryka V, Lotaryńczycy upozorowali odwrót na drugi brzeg Mozeli. Gdy upojeni zwycięstwem rycerze Henryka V podjęli pościg, uderzył na nich oczekujący w zasadzce syn księcia Lotaryngii – hrabia Walfram. Teraz z kolei nastąpiła paniczna ucieczka w drugą stronę – kronika Vita Heinrici wspomina, że pod uciekającymi zawalił się nawet most przez Mozelę. Rycerze w pełnej zbroi kolejno tonęli w nurtach rzeki.

## Konsekwencje
Henryk V zarządził odwrót do Kolonii, tam jednak zastał zamknięte bramy. Wobec tego skierował się do Bonn, gdzie w klasztorze Cassiussa spędził Wielkanoc. Po przygotowaniach które poczynił w Moguncji, Henryk V w lipcu rozpoczął oblężenie Kolonii, która broniła się dzielnie, wspierana przez Henryka z Lotaryngii. Henryk V odstąpił od oblężenia i udał się do Lotaryngii. Tutaj doszła go wiadomość, że 7 sierpnia 1106 zmarł cesarz Henryk IV.